# Midland (Carolina del Nord)
Midland è un comune degli Stati Uniti d'America, situato in Carolina del Nord, nella contea di Cabarrus.